# 木田晴斗
木田 晴斗（きだ はると、1999年4月9日 - ）は、ジャパンラグビーリーグワンクボタスピアーズ船橋・東京ベイに所属するラグビーユニオン選手。

## プロフィール
- 兵庫県出身。
- ポジションはウィング(WTB)。
- 身長 176 cm、体重 90 kg
- ジュニア・ジャパンに選ばれたことがある[1]。
- U20日本代表に選ばれたことがある。

## 来歴
2018年、関西大倉高校卒業後、立命館大学に入学。
2021年、立命館大学ラグビー部の主将に就任。
2022年、立命館大学卒業後、クボタスピアーズ船橋・東京ベイに加入。同年4月17日に行われたJAPAN RUGBY LEAGUE ONE第13節グリーンロケッツ東葛戦にて途中出場で公式戦初出場を果たしてデビュー戦でトライを挙げた。

## 受賞歴

### ジャパンラグビーリーグワン
- 2022-23リーグワンベスト15(WTB) ベストラインブレイカー